# Max-Planck-Gymnasium (München)
Das Max-Planck-Gymnasium (kurz „MPG“) ist ein naturwissenschaftlich-technologisches und sprachliches Gymnasium im Münchner Stadtteil Pasing. Die Schule ist ein Gymnasium mit Studienseminar.

## Geschichte

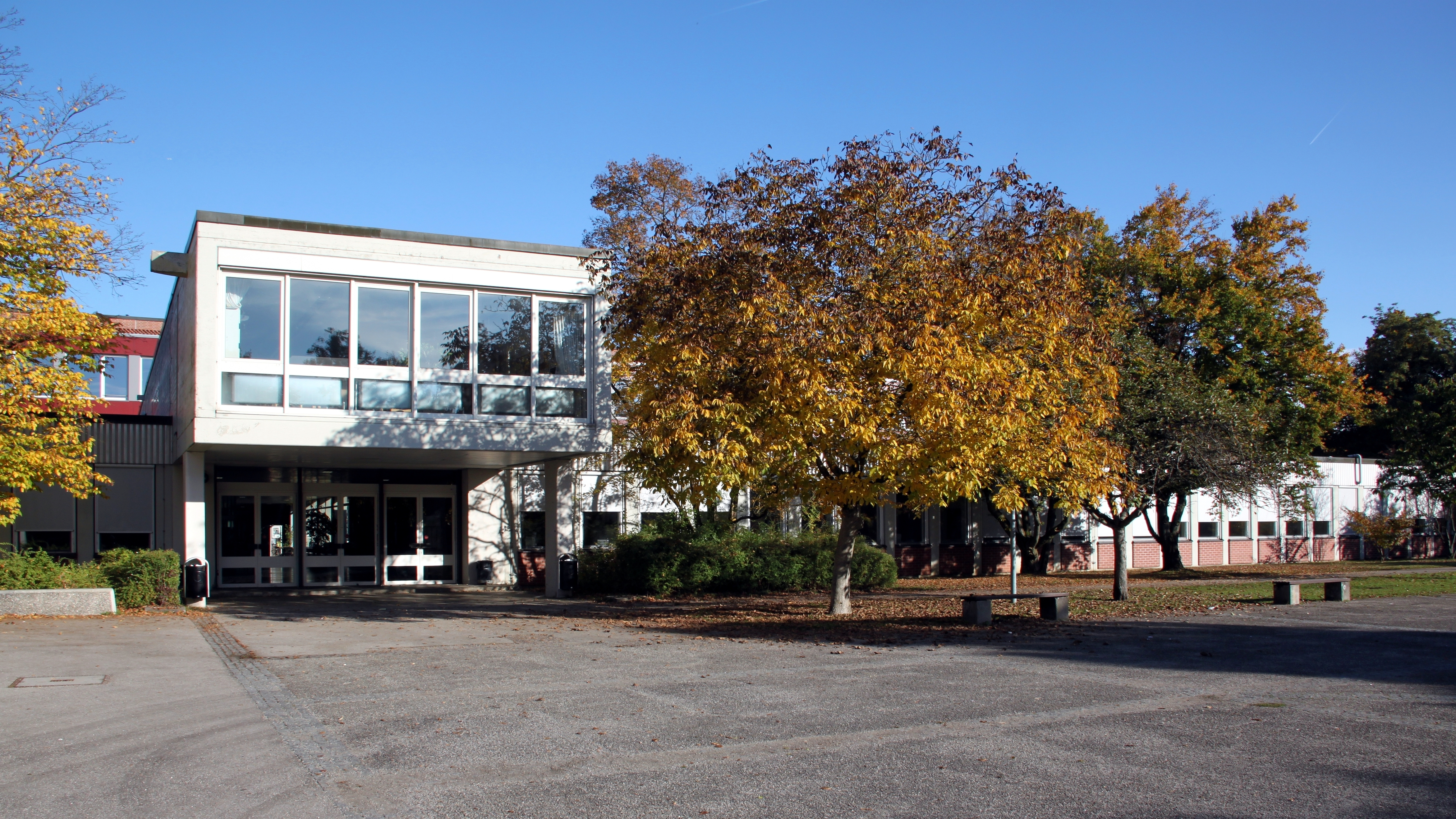
Südseite (Schulhof)

Das 1910 eröffnete Progymnasium in Pasing war die Keimzelle für das humanistische Gymnasium und den zugehörigen Realzweig, aus dem nach dem Zweiten Weltkrieg zunächst die Oberrealschule und dann das mathematisch-naturwissenschaftlich orientierte Max-Planck-Gymnasium, sowie auch das heutige Karlsgymnasium München-Pasing hervorgingen.
Die Schule wurde 1945 nach Ende des Zweiten Weltkrieges unter dem Namen Oberschule für Jungen Pasing neu gegründet und war zunächst im seit 1935 genutzten Schulgebäude des 1910 gegründeten Humanistischen Gymnasiums Pasing untergebracht, das von 1938 bis Kriegsende noch „Deutsche“ Oberschule für Jungen München hieß.
Im Zuge der Umbenennung der höheren Lehranstalten erhielt die Schule 1946 den Namen Oberrealschule Pasing. Im Februar 1947 wurden rückwirkend zum 1. Oktober 1946 die 1942 gegründeten, formal dem Theresien-Gymnasium zugehörigen und bis dahin als Teil der Oberrealschule geführten sechs humanistischen Gymnasialklassen zum Selbständigen humanistischen Gymnasium Pasing, dem heutigen Karlsgymnasium München, zusammengefasst. 1947 wurden drei Jahrgangsstufen in die Zweigstelle Fürstenfeldbruck verlegt. Im September 1951 wurde dann der neue Anbau mit acht Lehrsälen in Betrieb genommen. 1952 wurde das Gebäude am Schererplatz der katholischen Volksschule und dem gastierenden humanistischen Gymnasium zugesprochen und die Oberrealschule in das alte Gebäude am Stadtpark verlegt, in dem sich bis 1935 das Humanistische Gymnasium Pasing befunden hatte, bevor es in die Schererstraße verlegt wurde. Ende 1956 wurde die Zweigstelle Fürstenfeldbruck zur selbständigen Oberrealschule Fürstenfeldbruck. Wegen permanenter Raumnot erfolgte der Schulunterricht seit 1945 permanent im Schichtunterricht, bis 1951 sogar in drei Schichten. 1963 wurde der Neubau in der Weinbergerstraße in Betrieb genommen.
1965 wurde die Oberrealschule mathematisch-naturwissenschaftliches Gymnasium und erhielt am 7. Dezember 1965 den heutigen Namen Max-Planck-Gymnasium. Das Gymnasium litt permanent unter Raumnot und nach neunjähriger Pause musste 1971 erneut der Schichtunterricht für einige Zeit eingeführt werden. 1979 wurden die neu errichteten Pavillons fertiggestellt, in denen bis 2016 12 Klassen bzw. Kurse untergebracht waren. Ab diesem Jahr wurden auch Mädchen an der Schule aufgenommen.
Durch den vermehrten Nachmittagsunterricht im Zusammenhang mit der Einführung des G8 wurde zur Versorgung der Schüler 2007 eine Schulmensa eröffnet, die sich südlich des Schulgebäudes neben dem Pausenhof befindet.
Das Schulgebäude ist sanierungsbedürftig. Über den Bauzustand der 1979 als Provisorium errichteten Pavillons sagte 2014 Schulleiter Scharl: „Diese Baracken gehören abgerissen.“ Der Pavillon wurde gebaut.

## Sprachenfolge
- 5. Klasse: Englisch (1. Fremdsprache)
- 6. Klasse: wahlweise Französisch oder Latein (2. Fremdsprache)
- Spätbeginnende Fremdsprache Italienisch ab der 8. Klasse zusätzlich der 2. FS wählbar.

## Besonderheiten

### GLOBE-Programm
Das Max-Planck-Gymnasium ist eine von rund 450 deutschen Schulen, die am GLOBE-Programm (Global Learning and Observations to Benefit the Environment) teilnehmen.

### Schulversuch
Das Max-Planck-Gymnasium nahm am Schulversuch Europäisches Gymnasium (EGy) teil. Dieser Schultyp wurde jedoch mit der Einführung des G8 abgeschafft.

### Infrastruktur
Die gesamte Schule ist vernetzt und neben den Computerräumen steht in jeder Klasse ein Internet-Zugang zur Verfügung. Ferner verfügt die Schule über eine eigene Schreinerei und eine hausinterne Schulimkerei. Seit dem Schuljahr 2011/12 gibt es außerdem eine Bierbrauerei. Seit 2010 verfügt die Schule über eine Robotik AG.

### Wahlunterricht
- Künstlerischer Bereich: Handarbeiten und textiles Gestalten; Arbeiten mit Metall, Holz, Keramik; Schülerzeitung; Fotografie; Schultheater; Chor und Orchester; Jazzband; Filmclub
- Fremdsprachenbereich: Russisch; Italienisch; Spanisch; Französisch für Lateiner; Konversationskurse in Englisch und Französisch, Delf A1-B1
- Naturwissenschaftlicher Bereich: Natur und Technik; Umweltgruppe; Informatik; Schulwebsite-Gruppe (→ Website); Astronomie;
- Geisteswissenschaftlicher Bereich: Psychologie; Philosophie
- Sportlicher Bereich: Handball; Fußball; Tennis; Volleyball; Fitnesstraining; Basketball; Hockey; Leichtathletik; Schwimmen;
  - Teilnahme an Sportarbeitsgemeinschaften „Schule und Sportverein“:
    - Ski Alpin (ESV Sportfreunde München-Neuaubing)
    - Krafttraining (ESV Sportfreunde München-Neuaubing)
    - Stützpunktschule Basketball (DJK Sportbund München)
    - Stützpunktschule Leichtathletik

### Begabtenförderung
Besonders Begabte können Archäologie- und Mathematikkurse an der Schülerakademie Oberbayern-West belegen.

### Fördervereine
- Der am 2. Dezember 1992 gegründete Verein Freunde des Max-Planck-Gymnasiums e. V. hat das Ziel der ideellen und materiellen Förderung von Bildung, Erziehung sowie des kulturellen Lebens am Max-Planck-Gymnasium. Mitglieder sind ehemalige Schüler.
- Der Förderverein des MPG kümmert sich vor allem um die Hausaufgabenbetreuung für die Unterstufenkinder. Mitglieder sind Eltern aktueller Schüler.

### Partnerschaftsprogramm Tansania
Im Rahmen der Aktion Deutschland bewegt sich nahmen im November 2005 400 Schüler, 35 Lehrer und die Schulleitung am 24-Stunden-Spendenmarathon teil und sammelten hierbei € 5.825,31 für den Bau einer Mehrzweckhalle an der afrikanischen Partnerschule Mbonea Secondary School in Tansania.

## Partnerschulen
- Gutenberg-Gymnasium in Erfurt
- Mbonea Secondary School in Kitunda, Tansania (seit 2005)
- Lycée européen Charles de Gaulle in Dijon (seit 1995)
- İstanbul Erkek Lisesi in Istanbul (ab 2007)
- Partnerschule in Varese am Lago di como in Italien (seit 2005)
- Schüleraustausch mit dem Liceo Giordano Bruno in Melzo in der Nähe von Mailand
- Geplant: Schüleraustausch mit Manchester

## Persönlichkeiten

### Direktoren
- Anton Hartmannsgruber (1945–1952)
- Eduard Lehr (1952–1955+)
- Karl Thiele (1955–1965)
- Franz Ebner (1965–1979), Erster Vorsitzender des Deutschen Philologenverbandes (DPhV) (1961–1980), Präsident der Fédération internationale des professeurs de l’enseignement secondaire officiel (FIPESO) (= Teilorganisation der Bildungsinternationale), Erster Vorsitzender des Bayerischen Philologenverbands (1957–1972), Mitglied der Deutschen UNESCO-Kommission (DUK), Träger des Bayerischen Verdienstordens (1971)[9]
- Walter Krick (1979–1988)
- Anton Hahn (1988–1997)
- Winfried Olbrich (1997–2003)
- Walter Scharl (2003–2018), Bezirksvorsitzender München der Bayerischen Direktorenvereinigung (BayDV)
- Ulrich Ebert (seit 2018)

### Lehrkräfte
- Pfarrer Georg Rückert (Religion, 1951–1963), Gründer des Augustinums.
- Otto Johannes Bähr (Kunsterziehung, 1951–1981)
- Alfred Läpple (Religion und Laientheologie, 1952–1970) davor: Lehrer von J. Ratzinger (später Papst Benedikt XVI.) in Freising, Prof. Salzburg, Katechet.
- Rudolf Seitz (Kunsterziehung, –1966), u. a. Lehrstuhlinhaber Kunstpädagogik LMU, Präs. d. Akademie d. bildenden Künste (bis 1988)
- Peter Kammerer (Referendar, 1980–1982), heute Professor für Geoinformationswesen und von 2001 bis 2009 Vizepräsident der Hochschule für angewandte Wissenschaften München
- Reinhard Wunderlich (Referendar im Zweigschuleinsatz, 1982–1983), Institutsdirektor und Professor für Evangelische Theologie/Religionspädagogik an der Pädagogischen Hochschule in Freiburg (seit 1996)[10]
- Renate Motzer (Referendarin, 1990–1992), heute am Lehrstuhl für Didaktik der Mathematik der Universität Augsburg

### Schüler

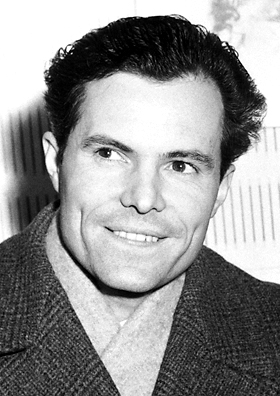
Nobelpreisträger für Physik Rudolf Mößbauer

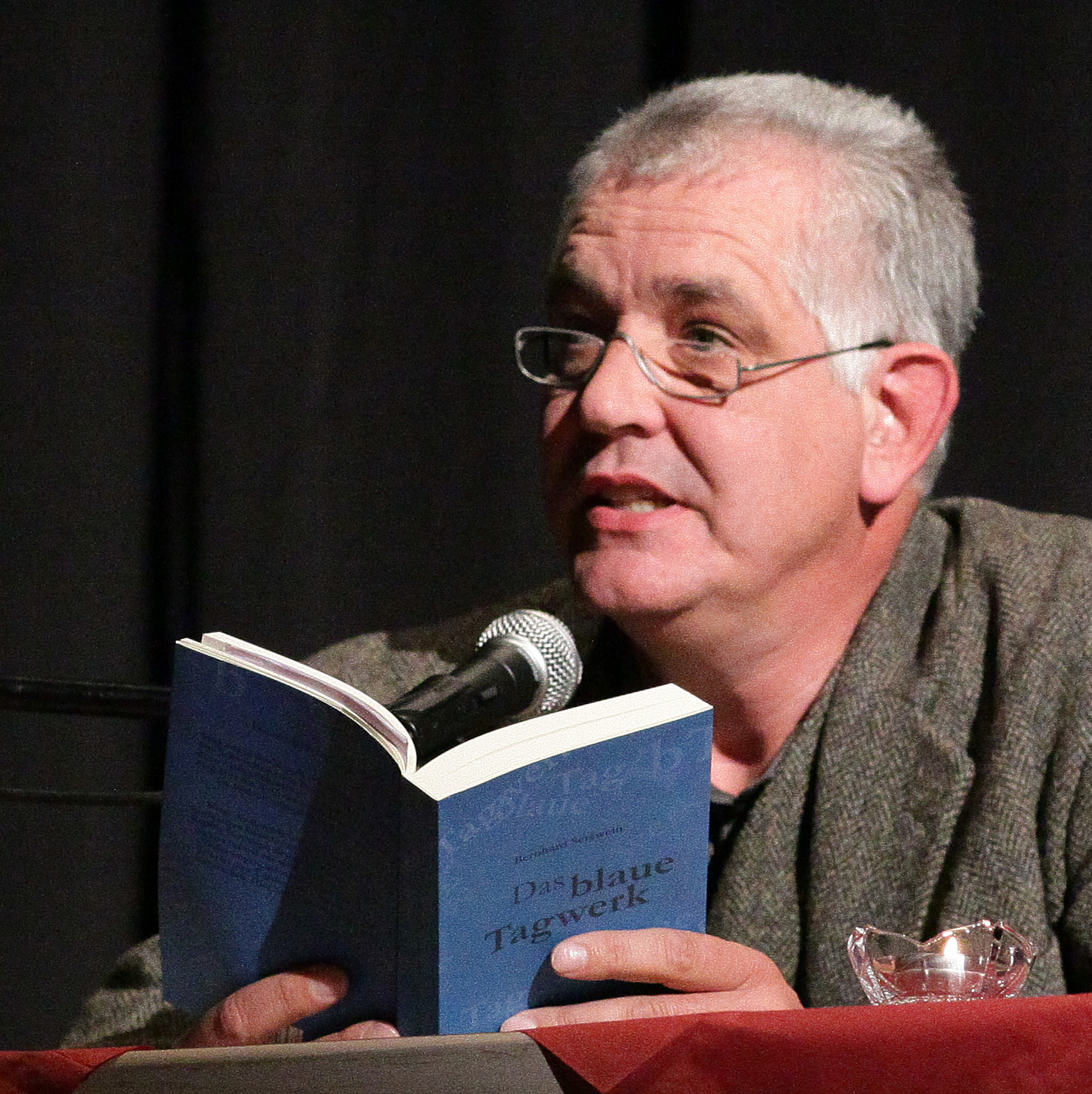
Bernhard Setzwein, Schriftsteller

- Rudolf Mößbauer (–1948), Nobelpreisträger für Physik
- Walter Neupert (1949–1958), Biochemiker, Mediziner und Zellbiologe.
- Wolfgang Kiefer (1955–1960, Abitur), Professor für Experimentalphysik sowie für Physikalische Chemie. War Schülermeister im Geräteturnen (1959).
- Michael Meisenberg (1955–1964, Abitur), Präsident des Oberlandesgerichts Bamberg (2002–2009), Träger des Bayerischen Verdienstordens (2007). War zwei Jahre lang MPG-Schülersprecher.[11]
- Dirk Kaesler (1955–1965, Abitur), Professor für Allgemeine Soziologie (1995–2009) und Dekan des Fachbereichs Gesellschaftswissenschaften und Philosophie (2006–2008) an der Philipps-Universität Marburg. War Chefredakteur der MPG-Schülerzeitung Brennpunkt und MPG-Schülersprecher.
- Helmut Perlet (1957–1966, Abitur), Vorstandsmitglied und Chief Financial Officer der Allianz SE (bis 2006 Allianz AG) (1997–2009), Aufsichtsratsvorsitzender der Allianz SE (seit 2012),[12] Aufsichtsratsmitglied der Commerzbank AG (seit 2009)[13] und der GEA Group AG (seit 2005),[14] Honorarprofessor an der Humboldt-Universität zu Berlin (seit 2007).[15][16]
- Kersten Lahl (1958–1967, Abitur), kommandierender NATO-General, Generalleutnant (2005–2008), Präsident der Bundesakademie für Sicherheitspolitik (seit 2008) et al.
- Erhard Keller (1959–1965), Eisschnellläufer (Weltmeister, Olympiasieger). Stellte beim MPG-Schulsportfest 1964 einen Schulrekord auf (100-Meter-Lauf: 11,2 Sekunden). Abitur am Karlsgymnasium in Bad Reichenhall (1966).[17]
- Wolfgang Heubisch (1964–1967, Abitur), Bayerischer Staatsminister für Wissenschaft, Forschung und Kunst (2008–2013)[18]
- Günther Hasinger (1964–1973, Abitur), Leiter des Instituts für Astronomie (IfA) der Universität Hawaii (seit 2011)[19]
- Hans Dieter Huber (1964–1973, Abitur), Professor für Kunstgeschichte der Gegenwart, Ästhetik und Kunsttheorie an der Staatlichen Akademie der bildenden Künste Stuttgart (1999–2020)
- Ali Halmatoglu alias „Ali Khan“, Entertainer, Rundfunkmoderator und Rockschlagzeuger
- Johann Förstl (1965–1975, Abitur), Professor und Direktor der Klinik und Poliklinik für Psychiatrie und Psychotherapie der Technischen Universität München am Klinikum rechts der Isar.[20][21][22]
- Constantin Goschler (1974–1979, Abitur), Professor für Zeitgeschichte an der Ruhr-Universität Bochum[23]
- Bernhard Setzwein (1974–1979, Abitur), deutscher Schriftsteller
- Thomas Kriecherbauer (1978[24]–1984, Abitur), ehemaliger „Maximilianeer“;[25] Professor für Mathematik an der Ruhr-Universität Bochum (2002–2010)[26] und der Universität Bayreuth (seit 2011)[27][28]